# Кулицкая
Кули́цкая — посёлок при ж/д станции (официальное название — ж.д. ст. «Кулицкая») в Калининском районе Тверской области. Центр Кулицкого сельского поселения.

В посёлке — железнодорожная платформа Кулицкая на перегоне «Тверь — Лихославль» Октябрьской железной дороги (в 20 км от Твери, 188-й км от Москвы). Название Станция Кулицкая — историческое, железнодорожной станции здесь нет, так как путевое развитие упразднено.
Застройка по обе стороны железной дороги, через которую построен автодорожный мост (на автодороге «Медное— Кулицкая— Киево»).

## История
Станция Кулицкая Николаевской железной дороги открыта в 1850 году. В 1859 году на станции 2 хозяйства, 7 жителей. В 1886 году ст. Кулицкая относилась к Пречисто-Борскому приходу Первитинской волости Тверского уезда, 20 хозяйств, 83 жителей. К началу XX века в связи с торфоразработками при станции образован посёлок. Пром. добыча торфа началась в 1908, торф по ж. д. доставлялся на фабрику Морозовых в Тверь. Для рабочих были построены бараки, баня, больница, клуб, магазин, три артезианских колодца.
С 1935 по 1956 год станция Кулицкая в составе Медновского района Калининской области (в 1940 году входит в Ново-Чопоровский сельсовет).
В 1997 году — 420 хозяйств, 1264 жителей. Электромеханический завод (по ремонту погружных насосов), правление АОЗТ «Кава», лесничество. Средняя школа, детсад, музыкальная школа, ДК, библиотека, амбулатория, отделение связи, магазины.

## Население
| 1859 | 1997  | 2002 | 2010 |
| ---- | ----- | ---- | ---- |
| 12   | ↗1264 | ↘977 | ↘951 |

## Инфраструктура
В посёлке имеются Краснопресненская средняя общеобразовательная школа им. В.П. Дмитриева, детский сад, дом культуры, отделение почтовой связи.